# Louisville Gardens
Die Louisville Gardens ist eine Mehrzweckhalle in Louisville, Kentucky.

## Geschichte und Nutzung
Entworfen wurde das Gebäude von Brinton Beauregard Davis und wurde im Jahr 1905 errichtet. Das Gebäude befindet sich im Besitz der Stadtverwaltung von Louisville und wurde im Jahr 24. März 1980 als denkmalgeschütztes Gebäude ausgezeichnet. Die Halle wurde hauptsächlich als Veranstaltungsgebäude für Sportwettkämpfe der Disziplin Basketball genutzt. Das Gebäude mit einer Zuschauerkapazität von 6.000 Plätzen wird ebenfalls als Veranstaltungsstätte für Konzertauftritte genutzt. So trat der britische Rockmusiker Eric Clapton im Rahmen seiner Behind the Sun World Tour im Jahr 1985 hier auf.